# William Fleetwood Sheppard
William Fleetwood Sheppard   (Sydney, 21 de novembre de 1863 - Berkhamsted, 12 d'octubre de 1936) va ser un matemàtic nascut a Austràlia que va fer la seva carrera al Regne Unit, especialitzat en estadística matemàtica.

## Vida i obra
Fill d'un jutge del Tribunal Suprem de Queensland (Austràlia), va anar a estudiar al Trinity College (Cambridge) d'Anglaterra, on es va graduar el 1884, essent el senior wrangler en els exàmens de matemàtiques d'aquest any. Tot i això, els anys següents va exercir com advocat al Inner Temple, fins que el 1896 va ingressar a l'administració pública al departament d'ensenyament.
Va ser a partir d'aquesta data que va començar les seves recerques en estadística matemàtica, publicant una cinquantena d'articles i un llibre: From determinant to tensor (1923). A ell se li deuen la introducció dels termes corba normal estàndard (1899), l'estratègia d'eliminació de la fórmula de quadratura d'Euler-MacLaurin (1900) i les conegudes com correccions de Sheppard.
El 1921 es va jubilar i va anar a viure durant un temps a Edimburg, on va col·laborar amb el matemàtic Alexander Aitken.
Va morir prop de Londres el 1936.